# Mehrdad Mohammadi
Mehrdad Mohammadi Keshmarzi (en persa: مهرداد محمدی کشمرزی‎; Teherán, 29 de septiembre de 1993) es un futbolista iraní que juega en la demarcación de extremo para el Tractor S. C. de la Iran Pro League.

## Selección nacional
Tras jugar con la selección de fútbol sub-23 de Irán, hizo su debut con la selección absoluta el 10 de octubre de 2019 en un encuentro de clasificación para la Copa Mundial de Fútbol de 2022 contra Camboya que finalizó con un resultado de 14-0 a favor del combinado iraní tras los goles de Ahmad Nourollahi, Hossein Kanaanizadegan y del propio Mehrdad Mohammadi, un doblete de Mehdi Taremi y de Mohammad Mohebi, un triplete de Sardar Azmoun y cuatro goles de Karim Ansarifard.

### Goles internacionales
| # | Fecha                 | Estadio                                       | Oponente | Gol  | Resultado | Competición                                          |
| - | --------------------- | --------------------------------------------- | -------- | ---- | --------- | ---------------------------------------------------- |
| 1 | 10 de octubre de 2019 | Estadio Azadi, Teherán, Irán                  | Camboya  | 13–0 | 14-0      | Clasificación para la Copa Mundial de Fútbol de 2022 |
| 2 | 13 de octubre de 2023 | Estadio Internacional de Amán, Amán, Jordania | Jordania | 1–3  | 1-3       | Amistoso                                             |

## Clubes
| Club             | País     | Año       | Partidos | Goles |
| ---------------- | -------- | --------- | -------- | ----- |
| Rah Ahan F. C.   | Irán     | 2014-2016 | 44       | 12    |
| Sepahan F. C.    | Irán     | 2016-2019 | 92       | 15    |
| C. D. Aves       | Portugal | 2019-2020 | 29       | 8     |
| Al-Arabi S. C.   | Catar    | 2020-2022 | 40       | 20    |
| Al-Sailiya S. C. | Catar    | 2022-2023 | 23       | 11    |
| Esteghlal F. C.  | Irán     | 2023-2025 | 34       | 9     |
| Tractor S. C.    | Irán     | 2025-     |          |       |

## Palmarés

### Títulos nacionales
| Título     | Club            | País | Año  |
| ---------- | --------------- | ---- | ---- |
| Copa Hazfi | Esteghlal F. C. | Irán | 2025 |

## Vida personal
Es hermano del también futbolista Milad Mohammadi, quien es solo 5 minutos mayor que él, ambos provienen de una familia de azeríes iraniés, oriundos de la aldea de Kashmarz.